# Félix Laventure
 (décembre 2017).
Si vous disposez d'ouvrages ou d'articles de référence ou si vous connaissez des sites web de qualité traitant du thème abordé ici, merci de compléter l'article en donnant les références utiles à sa vérifiabilité et en les liant à la section « Notes et références ».
Pour les articles homonymes, voir Laventure.
Félix Conrad Laventure (2 février 1902 - 19 février 1995) est un auteur,  juriste, maire de Port-Louis pour le centenaire de la ville en 1950 puis Ministre des Administrations régionales et des coopératives de 1959 à 1963 à Maurice.

## Biographie
Félix Laventure est né le 2 février 1902 de Ricard Laventure et d’Aimée ter Hoffsteede à Calebasse Pamplemousses, sur l'île Maurice. Sa famille est originaire du district Flacq, du lieu-dit Laventure tenant son nom de Gustave Laventure, son grand-père, qui s’installa en fin de vie à Beau-Bassin. Il décède le 19 février 1995 à Montréal, au Canada. Il est inhumé dans son pays natal, à Curepipe la ville où il a vécu, au cimetière de Bigarra selon son dernier vœu avec son épouse née May Lennon 
Durant son enfance, Félix fréquente l’école primaire de St-Julien RCA puis celle des Frères des écoles Chrétiennes. Il obtient une petite bourse qui le mène au Royal College de Curepipe. Après ses études secondaires, il choisit de devenir avoué. Il fait son apprentissage dans l’étude située dans la maison qui a reçu Charles Baudelaire, rue George Guibert, ce qui éveilla certainement[Interprétation personnelle ?] son intérêt pour la littérature.
En 1921, paraissent ses premiers vers dans Le Mauricien et L'Essor, dont il devient directeur et où il publie en 1924 une étude critique sur les œuvres de Mallarmé et de Maurice du Plessys.
En 1926, il publie son premier recueil : Premières Poésies. Ce recueil reçoit à l'île Maurice, comme à l'étranger, un accueil des plus sympathiques[non neutre][réf. nécessaire]. Son deuxième ouvrage : La Gerbe Épanouie, paraît en 1984 au Québec.
En 1959 il publie dans le recueil commémorant les 75 ans de l’Alliance Française de l’île Maurice, son opinion : « nous avons façonné l’esprit de Baudelaire », il avance même « si l’on me demandait des preuves à l’appui de mon hypothèse, je dirais que les chefs-d’œuvre tels que le poème A la Malabaraise ont été inspirés par des modèles de chez nous ».
Élu conseiller à la Municipalité de Port-Louis le 5 février 1936, il présida en tant que Maire de la capitale aux manifestations marquant le centenaire de la ville en 1950. L’écrivain Maurice Bedel le décrira alors dans Tropiques noirs " d’une exquise affabilité".
Adjoint maire dès le 22 décembre 1947, il rédige le 27 octobre 1948 les règlements relatifs aux obligations des résidents en ce qui concerne l’aspect sanitaire et l’environnement. Sa proposition, entérinée par le gouvernement central, deviendra le règlement officiel No 54 de 1949. Il s’était ainsi fait remarquer pour ses capacités à légiférer avec brio pour l’administration régionale[réf. nécessaire].
Cet état d’esprit fut certainement déterminant[Quoi ?] dans le cheminement qui devait plus tard aboutir à ce que l’usage a convenu d’appeler la Loi Laventure : le code de l’administration régionale dirigeant les mairies. Il fut l'un des fondateurs du Ralliement Mauricien. Il brigua les suffrages de l’électorat des Plaines Wilhems aux élections générales de 1948 et en 1953. Le 6 avril 1955, il est signataire de la création du Parti Mauricien. Le 17 août 1956, le journal Advance annonce que Félix Laventure prendra place comme membres du Conseil Législatif. La reine Elizabeth l'ordonne le 20 novembre 1956 et il y entre comme membre en 1957, nommé par Sir Robert Scott.
Renommé par le gouverneur en 1959 au Conseil Législatif, avec cette fois un portefeuille ministériel dans le gouvernement de Sir Seewoosagur Ramgoolam. Il devient le premier Mauricien à occuper le ministère des Administrations régionales et des coopératives en 1959. Il occupe ce poste jusqu’en 1963. Félix Laventure y travaille alors en étroite collaboration avec son conseiller, Harris Brown pour donner naissance au Local Government Ordinance que l’usage a appelé la Loi Laventure. Lors de sa participation à la conférence constitutionnelle en 1961 à Londres, il emmène avec lui ce projet de loi qu'il fait voir aux ministres anglais qui le félicitent pour son contenu[réf. nécessaire].
Il présente au Conseil Législatif en 1962 le projet de loi qui est voté et devient la Local Government Act 1962. La loi est mise en application l'année suivante. En cette occasion, Félix Laventure, rappela combien l’histoire municipale de Maurice, celle du Port Louis en particulier, était intimement liée à la conquête des droits et libertés politiques. Il présida également au cinquantenaire du mouvement coopératif.
Son épouse May Ellen Nelly Lennon - petite-fille de Charles Lennon membre du conseil du Roi dans l’île et Postmaster general en 1888 - et lui ont 12 enfants. Il fut aussi celui qui fit ouvrir les premiers jardins d’enfants municipaux. Son fils aîné Félix Emmanuel Laventure de sa propre volition immigre au Québec en 1958, soit 10 ans avant l'indépendance du pays. Un frère, ses sœurs et son père le suivront, constituant ainsi la 1re famille à immigrer au Canada et dans la Province de Québec.
En 1964, Félix rejoint au Canada son épouse et 10 de ses enfants après six mois de célibat. Il laisse son bureau rue de l’Ange (aujourd’hui rue Jules Koenig) à Sir Marc David.
Pour s’occuper dans sa retraite de sa carrière politique et légale à l’île Maurice, il s’offrira une deuxième carrière à Ottawa où il devient traducteur au parlement fédéral, mariant ainsi ses trois champs de prédilection : le droit, la politique et l’écriture. Il reviendra régulièrement à l'île Maurice, refusant systématiquement de réintégrer la politique, malgré les invitations. Selon son vœu, à son décès le 19 février 1995, ses cendres furent inhumées au cimetière de Bigarat dans la ville de Curepipe où il a vécu. Son épouse décédera en octobre 1998.
Félix Laventure est autant connu pour sa carrière littéraire et même poétique que politique, ministérielle, juridique, législative et municipale.

### Œuvres de Félix Laventure
- Le code des administrations régional de l’ile Maurice : Local Government Act 1962
- Premières poésies Ile Maurice. General Printing and Stationery, Port Louis 1926
- La Gerbe Épanouie Collection Création; 136, au Québec 1984